# ФК „Миньор“ (Бухово)
„Миньор“ (Бухово) е български футболен отбор.

## История
През 60-те години на XX век „Миньор“ играе в Зонова футболна група „Витоша“, като през сезон 1962/63 се класира на трето място. През сезон 1967/68 тимът дебютира в южната Б група, но остава на 17-о място и изпада. Завръща се във втория ешелон през 1971 г. и заема 10-а позиция. На следващия сезон „Миньор“ завръшва девети, но изпада отново през 1974 г.
Миньор отново играе в южна Б група от 1978 г. През 1981 г. тимът завършва на шеста позиция. Същият сезон „Миньор“ достига до 1/4-финалите на Купата на съветската армия. Отборът отстранява „Левски-Спартак“ на 1/8-финалите след победа с 2:0. В 1/4-финалния мач „металурзите“ отпадат от „Тракия“ (Пловдив). На следващия сезон обаче „Миньор“ изпада от Б група, тъй като съставът на групата е намален от 22 до 18 отбора.
През 2000 г. е регистриран като „Спортен клуб „Миньор“ (Бухово)“.

## Успехи
- Участие в Южна Б група – 8 сезона
- 1/4-финал в Купата на съветската армия – 1980/81

## Известни футболисти
- Стоичко Пешев
- Бисер Хаздай
- Кънчо Христов
- Малин Пенев – Маляка
- Емил Николов
- Румен Пътников